# Villeneuve-sur-Aisne
Villeneuve-sur-Aisne község Franciaország Hauts-de-France régiójában, Aisne megyében. Új községként 2019. január 1-jén jött létre Guignicourt és Menneville korábbi községek egyesítésével.

## Népesség
| Lakosok száma | 2704 | 2722 | 2751 | 2780 | 2784 | 2788 |
|               | 2017 | 2018 | 2019 | 2020 | 2021 | 2022 |